# Adesmus seabrai
Adesmus seabrai là một loài bọ cánh cứng trong họ Cerambycidae.